# 시모사국

시모사 국

시모사국(일본어: 下総国 시모사노쿠니[*])은 도카이도에 설치된 일본의 옛 구니이다. 현재의 지바현 북부와 이바라키현 남서부에 해당한다. 가즈사국과 아울러 소슈(総州)라고도 한다. 특히 시모사만을 가리켜 호쿠소(北総)라고 부르는 경우도 있다.

## 군
- 가쓰시카 군(葛飾郡)
- 소마군 (시모사국)(相馬郡)
- 치바 군(千葉郡)
- 인바군(印旛郡)
- 하뉴군(일본어판)(埴生郡, 또는 하부 군)
- 가토리군(香取郡)
- 가이조 군(海上郡)
- 소사 군(匝瑳郡)
- 유키군(結城郡)
- 도요타 군 (시모사 국)(일본어판)(豊田郡)
- 오카다군(일본어판)(岡田郡)